# Asta Kamma August
Asta Kamma August (Danderyd, 5 novembre 1991) è un'attrice svedese.

## Biografia
Figlia del regista danese Bille August e dell'attrice svedese Pernilla August, Asta Kamma August è cresciuta tra Österlen e Stoccolma. Sua sorella Alba è anch'essa attrice. Ha esordito nel mondo della recitazione con il film Anna (2000). Nel 2017 ha completato la sua formazione presso la Den Danske Scenekunstskole e ha recitato nei panni di Ofelia al Teatro Vendsyssel di Hjørring.
Nel 2018 è stata insignita di un Lauritzen Award e un Reumert Talent Award. L'anno successivo ha ricevuto la sua prima candidatura al Premio Robert per la serie tv Sygeplejeskolen. Nel 2023 è tra gli interpreti principali di Händelser vid vatten, adattamento televisivo del romanzo di Kerstin Ekman Il buio scese sull'acqua. Per il suo ruolo nella commedia drammatica Hyposen ha ricevuto una candidatura al Premio Guldbagge per la miglior attrice. Al Festival di Berlino 2024 è stato assegnato all'attrice lo Shooting Stars Award.

## Filmografia

#### Cinema
- Anna, regia di Erik Wedersøe (2000)
- En sång för Martin, regia di Bille August (2001)
- Pagten, regia di Bille August (2021)
- Bränn alla mina brev, regia di Björn Runge (2022)
- Hypnosen, regia di Ernst De Geer (2023)
- Kalak, regia di Isabella Eklöf (2023)

#### Televisione
- Maria Wern - serie TV, 1 episodio (2012)
- Arvingerne - The Legacy – serie TV, 2 episodi (2014)
- Sygeplejeskolen – serie TV, 7 episodi (2018-2022)
- Bedrag – serie TV, 4 episodi (2019)
- Sex - serie TV, 6 episodi (2020)
- Fogedretten, regia di Jens Dahl – miniserie TV (2021)
- Riget Exodus, regia di Lars von Trier – miniserie TV (2022)
- Händelser vid vatten – serie TV, 6 episodi (2023)
- Familier som vores, regia di Thomas Vinterberg – miniserie TV (2024)